# 石井彰 (実業家)
石井 彰（いしい あきら、1953年7月8日 - ）は日本の実業家。日本曹達代表取締役社長。

## 来歴・人物
千葉県出身。慶應義塾大学法学部政治学科卒業後、1976年日本曹達株式会社入社。
経営企画室長、人事室長、取締役を経て、2013年杵渕裕の後を受けて同社社長に就任。